# Aeródromo El Diamante del Mar
El Aeródromo "El Diamante del Mar" o Aeródromo del Rosario (Código OACI: MX36 - Código DGAC: DDM) es un pequeño aeropuerto privado operado por Lor Management S.A. de C.V. que se ubica al norte de El Rosario en el municipio de Ensenada, Baja California. Cuenta con una pista de aterrizaje de 1,840 metros de largo y 15 metros de ancho con dos plataformas de aviación de 500 metros cuadrados cada una, ubicadas en cada cabecera de la pista. Actualmente solo se utiliza con propósitos de aviación general.